# 50 St. Catherine's Drive
50 St. Catherine's Drive és el setè i últim àlbum del cantant i compositor Robin Gibb, publicat el 29 de setembre de 2014 al Regne Unit i el 30 de setembre de 2014 als Estats Units a Rhino Records dos anys després de la seva mort el 2012.
Per a 50 St. Catherine's Drive, Robin-John també va compondre i produir, amb el seu pare, les cançons 'Instant Love' i 'One Way Love', aquesta darrera cançó 'One Way Love', que Robin i Robin-John van compondre i produir juntament. amb el seu amic de la família de llarga durada, ex DJ de la BBC i presentador de 'Top of the Pops' Mike Read i l'antiga cançó 'Instant Love' presenta Robin-John cantant amb el seu pare. L'última cançó 'Sydney' és l'última cançó enregistrada per Robin Gibb, una cançó que tenia la intenció de cantar juntament amb Barry, però la seva salut no ho permetria, i el duet mai ho seria. Així que Robin-John (RJ) va trucar a Elliot Cohen, propietari dels famosos Red Bus Recording Studios de Londres, es va reservar un espai durant un mes i, finalment, va sorgir després de produir finalment una cançó commovedora digna de ser emesa i llançada comercialment, del que originalment era una tosca. iPad GarageBand va gravar una demostració. Així com la producció de 'Sydney' tots els altres temes inèdits es van remasteritzar als Red Bus Recording Studios de Londres.

## Context
El desembre de 2007, Gibb va dir a la ràdio de la BBC que estava treballant en un nou àlbum d'estudi per publicar-lo el 2008. Un nou títol que va esmentar va ser "Days of Wine and Roses" i més tard, al febrer de 2008, va afirmar a Dubai Radio que el la cançó era un possible senzill. També va gravar un remake de "Avalanche", una cançó de 1970 del seu àlbum d'estudi inèdit Sing Slowly Sisters. El març de 2008, Gibb va revelar que estava treballant amb Peter-John Vettese de Jethro Tull de nou.
Un remake de "I Am the World" de 1966, que va ser escrit per ell, va ser reescrit amb Vettese. "Alan Freeman Days" es va publicar anteriorment a Songs from the British Academy, Volume 1. La versió original de "Instant Love", amb el fill Robin-John Gibb a la veu principal, es va publicar a la banda sonora de Blood Type – The Search, mentre que la versió més recent de la cançó que s'inclou en aquest àlbum inclou Robin. cantant el primer vers i Robin-John cantant el segon vers (amb tots dos al cor). "Sydney" es va publicar anteriorment com a senzill el 2011, l'última cançó que Gibb va gravar.

## Llistat de cançons
Totes les cançons foren escrites i compostes per Robin Gibb, Robin-John Gibb (RJ) i Peter-John Vettese, excepte on s'especifica diferent. 
| Núm. | Títol                                                       | Durada |
| ---- | ----------------------------------------------------------- | ------ |
| 1.   | «Days of Wine and Roses»                                    | 4:15   |
| 2.   | «Instant Love» (Robin Gibb, RJ Gibb)                        | 4:22   |
| 3.   | «Alan Freeman Days» (Robin Gibb)                            | 3:56   |
| 4.   | «Wherever You Go» (Robin Gibb)                              | 3:29   |
| 5.   | «I Am the World»                                            | 3:57   |
| 6.   | «Mother of Love» (Robin Gibb)                               | 2:46   |
| 7.   | «Anniversary»                                               | 3:47   |
| 8.   | «Sorry»                                                     | 4:14   |
| 9.   | «Cherish»                                                   | 3:43   |
| 10.  | «Don't Cry Alone» (Robin Gibb, Peter John Vettese, RJ Gibb) | 3:24   |
| 11.  | «Avalanche»                                                 | 3:31   |
| 12.  | «One Way Love» (Robin Gibb, RJ Gibb, Mike Read)             | 4:05   |
| 13.  | «Broken Wings»                                              | 4:26   |
| 14.  | «Sanctuary»                                                 | 3:36   |
| 15.  | «Solid»                                                     | 4:26   |
| 16.  | «All We Have Is Now»                                        | 4:03   |
| 17.  | «Sydney» (Robin Gibb)                                       | 3:45   |